# Генріх Бабенберзький
Ге́нріх (нім. Heinrich; 1208 — 29 листопада 1227/1228) — австрійський принц-спадкоємець. Представник Бабенберзького дому. Другий син австрійського герцога Леопольда VI від візантійської аристократки Теодори. Старший брат Фрідріха ІІ, останнього австрійського герцога з Бабенберзької династії. Готувався до духовної кар'єри, але після смерті старшого брата Леопольда став офіційним спадкоємцем Австрії і Штирії (1216). Отримав Медлінське герцогство. Був контрасигнатором державних документів (1224, 1227). Одружився із тюринською ландграфинею Агнесою (1226), донькою тюринзького ландграфа Германа I. Мав у шлюбі з нею доньку Гертруду. Збройно виступив проти батька і підтримав богемських інтервентів, що спричинило велике спустошення Австрійської землі (1226). Зазнав поразки, але отримав прощення. Невдовзі помер після відвідин Швабії. Похований у монастирі Святого Хреста в Нижній Австрії.

## Імена
- Ге́нріх Австрійський (нім. Heinrich von Österreich) — за назвою країни і титулу спадкоємця.
- Ге́нріх Бабенберзький (нім. Heinrich von Babenberg) — за назвою роду.
- Ге́нріх Ме́длінський (нім. Heinrich von Mödling) — за назвою герцогства.
- Ге́нріх Жорсто́кий (нім. Heinrich der Grausame) — за прізвиськом, наданим нащадками за заколот проти батька, спустошення Австрії і вигнання матері.
- Ге́нріх Безбо́жник (нім. Heinrich der Gottlose) — за прізвиськом.

## Родина
Дружина (з 1226) — Агнеса, донька тюринзького ландграфа Германа I.
Діти:
- Гертруда (1226—1288) — герцогиня Австрійська, Штирійська, княгиня Моравська, маркграфиня Баденська. Остання представниця Бабенберзького дому.